# NGC 892
NGC 892 (również PGC 8926) – galaktyka spiralna (Sab), znajdująca się w gwiazdozbiorze Wieloryba. Odkrył ją Francis Leavenworth w 1886 roku.